# Halfrek
Halfrek är en rollfigur i serien Buffy och vampyrerna och spelas av den amerikanska skådespelerskan Kali Rocha. Kali har också haft en annan roll i serien, Cecily. Man vet inte om Cecily och Halfrek har någonting med varandra att göra. Det har dock uppstått en debatt eftersom samma person som spelar båda roller. Det har lett till att tittarna trott att Halfrek var Cecily innan hon blev en demon.

## Halfrek
Halfrek är gammal vän till Anyanka, dvs. Anya Jenkins när hon var en demon. Båda två arbetade tillsammans under Ryska Revolutionen. Halfrek och Anyanka gör dock olika saker. Anyanka utför hämndgärningar åt kvinnor som blivit sårade av män, men Halfrek utövar hämnd på föräldrar som var elaka mot sina barn. Halfrek och Anyanka fortsätter att vara vänner efter det att Anyanka inte längre är en demon utan lever som människan Anya Jenkins.
I säsong sex dyker Halfrek upp som en studievägledare som försöker få Dawn Summers att uttala en önskan. Dawn kände att alla lämnade henne så hon önskade att ingen kunde gå. Detta gjorde att ingen kunde lämna familjen Summers' hus. Tyvärr blev Halfrek själv fången i huset och var tvungen att bryta förtrollningen. Vidare var hon brudtärna på Anyas och Xanders bröllop.
I säsong sju försöker Halfrek övertala Anya att bli en hämnddemon igen. Men Anya, som levt som människa ganska länge nu, vill inte. När Anya blir Anyanka igen ångrar hon sina gärningar och vill ge upp demonlivet för gott. Eftersom Anya börjat med demongärningar igen måste Buffy Summers döda henne. Willow Rosenberg kallar på D'Hoffryn för att få slut på slagsmålet. Anya avslöjar då att hon inte vill vara en demon längre. Priset är en hämnddemons liv. I tron att det gäller sitt eget liv accepterar Anya det hela, men D'Hoffryn dödar istället Halfrek. 

## Cecily
I avsnitt 5.07 "Fool For Love" av Buffy och vampyrerna spelar Kali Rocha adelskvinnan Cecily. Poeten William Pratt (senare känd som Spike efter att han blivit en vampyr) får upp ögonen för henne och visar sitt intresse. Han blir dock avfärdad och blir på grund av det mycket upprörd. Detta får honom att söka tröst hos någon annan, Drusilla. Men Drusilla förvandlar honom till en vampyr. Vidare har Cecilys efternamn vållat debatt. I avsnitt 7.17 "Lies My Parents Told Me" sägs det vara Underwood, medan det senare påstås vara Addams. Slutligen visar det säg att inget av namnen är det riktiga, det förblir ett mysterium.

## Identitet
Kali Rocha spelar både Cecily och Halfrek, vilket har skapat förvirring. Som tittare tror man att Cecily blivit demonen Halfrek. Halfrek känner igen Spike i avsnitt 6. 14 "Older and Far Away", vilket tyder på att hon tidigare var Cecily. När de andra ber de två att förklara sig förnekar de allting. Detta ledde till att man trodde att Halfrek och Spike var gamla bekanta och att Cecily blivit en demon. Men Halfrek berättade för Anya att hon upplevt ett krig som innebär att Halfrek blev en demon 300 år innan Cecily fanns. Trots det har Kali Rocha och serieskaparen Joss Whedon sagt att Cecily och Halfrek är samma person.